# Pavel Centeno
Pavel Vinicio Centeno López (Ciudad de Guatemala, 3 de junio de 1959 – Mixco, 28 de octubre de 2016) fue un político y economista guatemalteco que fue ministro de Finanzas Públicas de Guatemala desde enero de 2012 hasta octubre de 2013.

## Biografía
Nació en la ciudad de Guatemala en 1959, estudió y egresó de la Universidad San Carlos de Guatemala en 1989 como economista, posteriormente comenzó dar clases en la Facultada de Economía de la misma universidad. Años después obtuvo una Maestría en Finanzas por la Universidad de Guadalajara, México.
Tuvo 2 hijos y se separó de su primera esposa, ella lo demandó varias veces y fueron conocidas cuando asumió como ministro de gobierno.

### Carrera profesional
Fue presidente del Directorio de la Superintendencia de Administración Tributaria, Director de la Junta Monetaria del Banco de Guatemala, Director de la Junta Directiva del Banrural, Consejo Nacional de Bienes en Extinción de Dominio -CONABED-, Comisión Nacional Coordinadora de Exportación -CONAPEX-, Consejo Nacional para la reducción de Desastres -CONRED-, Junta Directiva del Instituto Nacional de Estadística -INE-, Junta Directiva del Fondo Nacional para la Paz -FONAPAZ-, Junta Directiva del Fondo Guatemalteco para Vivienda (FOGUAVI), Junta Directiva de la Corporación Financiera Nacional -CORFINA- Junta Directiva del Instituto de Ciencia y Tecnología Agrícola -ICTA-, Junta Directiva del Instituto Nacional de Comercialización Agrícola -INDECA-, Junta Directiva Compañía Bananera Guatemalteca -COBIGUA-, Consejo Nacional de Seguridad Alimentaria y Nutricional -CONASAN-, Junta Nacional del Servicio Cívico, Comité Técnico del Fideicomiso de Apoyo Financiero para los Productores del Sector Cafetalero, Comité Técnico del Fondo Social Mi Familia Progresa, Comisión Nacional de Resarcimiento, Consejo Nacional de Desarrollo Urbano y Rural -CONADUR-, Comisión Nacional para la Prevención y Combate de la Defraudación Aduanera y el Contrabando -CONACON-, Consejo Nacional de Alianzas para el Desarrollo de Infraestructura Económica -CONADIE-, Gabinete Económico.
Fue también Asesor Económico y Financiero en Empresas Privadas e Instituciones Bancarias, Coordinador, Director, Subdirector, Coordinador Ejecutivo y Asesor de: Proyecto de Apoyo a la Vicepresidencia de la República; Facultad Latinoamericana de Ciencias Sociales FLACSO-Guatemala; Secretaría de Planificación y Programación de la Presidencia de la República; Secretaría de Análisis Estratégico de la Presidencia de la República; Empresa CODERSA; Instituto Nacional de Bosques INAB; Centro Agronómico Tropical de Investigación y Enseñanza -CATIE-; El Consejo Nacional de Áreas Protegidas CONAP; Proyecto BID-MAGA; Departamento de Finanzas de la División de Contaduría de la Universidad de Guadalajara, Jalisco, México; Secretaría Técnica de la Comisión Interinstitucional para la atención de los pobladores de las áreas precarias COINAP-SEGEPLAN-UNICEF; en UNICEF; Instituto de Relaciones Europeo Latinoamericanas –IELAB- de la Universidad del Centro de Holanda –HMN-; Dirección General de Investigación –DIGI- de la Universidad de San Carlos de Guatemala; y la Coordinadora General de Planificación de la Rectoría de la Universidad de San Carlos de Guatemala.
Fue docente de diversos cursos en instituciones académicas en el Departamento de Finanzas de la División de Contaduría, CUCEA, Universidad de Guadalajara, Jalisco; La Facultad de Ciencias Económicas y la Escuela de Ciencias de la Comunicación de la Universidad de San Carlos de Guatemala.

### Conferencista
Dictó en Guatemala, México, Países Bajos y Noruega para diversas instituciones académicas, conferencias acerca de: Pueblos indígenas y pobreza; Contexto socioeconómico del país; Pueblos indígenas, pobreza y recursos naturales en Guatemala; Economía de la salud; Los precarios de la Ciudad de Guatemala; Sistema político de gobierno y panorama actual; Guatemala en el pasado y en la actualidad.
Participó en diversos coloquios, seminarios, congresos, encuentros y resultados de investigación sobre:
- Economía, modernidad y ciencias sociales.
- Políticas económicas de ajuste estructural en Centro América, Cultura y pobreza.
- Nuevas perspectivas de desarrollo sostenible en Petén.
- Globalización y problemas del desarrollo.
- Esquemas de financiamiento internacional para empresas mexicanas.
- Sistematización del proceso de planificación en salud comunitaria en áreas precarias.
- El agua y la ciudad.
- Indicadores sociales para el desarrollo humano.
- Aspectos de la reforma agraria en Centroamérica y el Caribe.
- Políticas y estrategias para la reactivación y el desarrollo económico y social de Guatemala.
- La integración, los procesos de ajuste y la economía internacional.
- América Latina contemporánea.

## Publicaciones
Sus publicaciones versaron sobre estudios realizados principalmente: 
- Realidades Distintas, Dilemas Comunes, «la pobreza no es como la pintan»
- ¿Quiénes son los pueblos indígenas y dónde están? El rostro indígena de la pobreza
- Pueblos Indígenas y Pobreza y la Estrategia de Reducción de la Pobreza en Guatemala
- Intermediación Productiva: «Un esquema de alianza estratégica para fortalecer la intermediación financiera en la Micro y Pequeña Empresa de Jalisco»
- Modelo Económico Financiero de las Fusiones en México
- Deuda Externa, políticas económicas y reinserción en Guatemala (coautor)
- Impuestos del Proyecto de Recaudación Fiscal y Reforma Tributaria
- Evaluación de los servicios municipales de limpieza. Impacto en el ambiente ecológico productivo de la Ciudad Capital;
- El Problema de la Vivienda en el área metropolitana de Guatemala.

## Carrera política
En el año 2005 comenzó a tener acercamiento con el Partido Patriota y a partir de ahí fue creador del plan de gobierno de la agrupación para el período 2012-2016. Siempre se le vinculó al grupo cercano a Alejandro Sinibaldi, que fue dirigente de dicho partido y Ministro de Comunicaciones en el gobierno de Otto Pérez Molina.

### Ministro de Finanzas
El 15 de noviembre de 2011, Otto Pérez Molina lo confirmó dentro de su gabinete de gobierno como Ministro de Finanzas Públicas, fue juramentado el 14 de enero de 2012 por el presidente de Guatemala Otto Pérez Molina horas después de la toma de posesión de este.
Su primera misión fue presentar un paquete de reformas tributarias al Congreso, lo hizo a las tres semanas de haber tomado posesión, tenía como objetivo recaudar Q10 mil millones más y dicha iniciativa contó con el respaldo del sector privado de Guatemala. Pero semanas después Centeno presentó su renuncia el 20 de marzo, pero esa fue rechazada por Pérez Molina; Tras el rechazo de la renuncia retorno a sus actividades como ministro.
Sin embargo, en los siguientes meses la diferencias con la vicepresidente Roxana Baldetti aumentaron, por lo que renunció en octubre de 2013.

## Fallecimiento
Pavel Centeno murió en un confuso incidente el 28 de octubre de 2016 durante un allanamiento a su hogar efectuado por parte del Ministerio Público y la Policía Nacional Civil y la Comisión Internacional Contra la Impunidad en Guatemala, hasta el momento persisten dudas sobre la causa de su muerte. La versión oficial indicó que fue a causa de un suicidio, pero la familia rechazó tal extremo y aseguró que en el momento de su muerte se escucharon varias detonaciones y no una sola.
Su muerte ocurrió cuando el Ministerio Público liderado por Thelma Aldana por medio de la FECI de Juan Francisco Sandoval y la Comisión Internacional Contra la Impunidad en Guatemala liderada por Iván Velásquez llegaron a su domicilio para ejecutar un allanamiento en busca de un banquero que anteriormente había alquilado la vivienda a Centeno, debido a la persecución constante en contra de varios exfuncionarios del gobierno de Molina, Centeno pensó que iban por él y sacó un arma con la que supuestamente disparó en contra de un policía y un fiscal, la muerte de Centeno ocurrió a 75 metros de su casa y tenía un disparo en el maxilar inferior y manchas de sangre en el camino. La versión oficial indicó que fue un suicidio.